# Kosztics László
Kosztics László (Illocska, 1958. július 25.−) magyarországi cigány szobrászművész.

## Életútja, munkássága
A család Kosztics László kisgyermekkorában Illocskáról Lapáncsára költözött. A családdal élt az egyik nagyapa, aki pásztorkodás közben fafaragással (pásztorbot, ostornyél) is foglalkozott, tőle leste el a gyermek Kosztics a fafaragás tudományát. Az általános iskola befejezése után Pécsre ment bútorasztalosságot tanulni, de két év múltán hazatért, nem tudta elviselni a cigány mivoltával összefüggésben tapasztalt előítéleteket, kirekesztetettséget. Később Komlón próbálta folytatni tanulmányait, de két év után itt is abbahagyta. 1976-ban Budapestre költözött, ahol építkezéseken dolgozott, a munka mellett kitanulta az épületszerkezet-lakatos szakmát. Családot alapított és Villányba költözött. A nehéz fizikai munka tönkretette egészségét, 1989-ben leszázalékolták, ekkor kezdett ismét fafaragással foglalkozni.
Már 1989-ben kiállító művész lett Pécsett, a sikeres bemutatkozás további munkákra ösztönözte, 1991-ben szakrális témájú szobraival jelentkezett II. János Pál pápa magyarországi látogatásának tiszteletére rendezett pécsi kiállításon. Az 1990-es években több tucat időszakos tárlata nyílt vidéken és Budapesten. Alkotásaival Franciaországba, Németországba és Olaszországba is eljutott. 1995-ben ismét Budapestre költözött, és létrehozta a Békésebb Világért Alapítványt a művészeti munka és a kiállítások szervezése érdekében. Büszkeséggel töltötte el a művészt, hogy a mozgás- és látássérült gyermekek számára szervezett „tapintható kiállításon” is sikerrel szerepeltek munkái. Kisplasztikáinak erőssége a figurális ábrázolás, alakjait a Biblia és a cigány kultúra köréből meríti. Kenyérosztó Krisztus című szobra fogadta 1994-ben Olaszországban a látogatókat Kossuth Lajos halálának századik évfordulója alkalmából rendezett Collegno-i Arcaico e moderno (=Archaikus és modern) címmel rendezett kiállításon. Szobrai bekerültek a Néprajzi Múzeum egyházi- és cigány gyűjteményeibe, a Roma Parlament állandó kiállítására, a pécsi Erdős Kamill Múzeumba, a nagykanizsai Cigány Kisebbségi Önkormányzat által 1996-ban alapított Délnyugat-Dunántúli Cigány Közgyűjteménybe stb. A 2009-es Cigány festészet című reprezentatív albumban megjelentették életrajzát és öt kisplasztikájának fényképét.
Közintézményekben elhelyezett szobrai is gyarapodnak, a Gandhi Gimnázium előcsarnokában egy idős pihenő cigány ember szobra látható feltehetően az 1990-es évekből, a cigányok védőszentjének, Boldog Ceferinonak faszobrai is Kosztics László kezének munkáját dicsérik több katolikus templomban. Népi iparművészből lett ő valóságos szobrászművész, a zene, a szeretet és a szelídség is áthatja az ő munkáit, és egyszerre tud hagyományőrző és modern lenni.

## A Cigány festészet című albumba beválogatott szobrai
- Cinka Panna (fa, 38x55 cm)
- Szent Ferenc kereszttel és bibliával (fa, 30x69 cm, 1992)
- Prímás (fa, 21x45 cm, 1999)
- Kenyérosztó Krisztus (fa, 21x62 cm, 1994)[3]

## Díjak, elismerések
- Népművészet Ifjú Mestere díj (1992)